# Деветката
Пещерата Бански Суходол № 09-11 (Девятката (Система 9 – 11) или Деветката) е пропастна пещера в Пирин, в югозападната част на циркуса Бански Суходол. Намира се на територията на Национален парк „Пирин“. Tя е най-дълбоката пещера в планината и е на девето място сред пещерите в България.
Разположена е на 2532 m н.в. Дължината ѝ е 311 m, дълбочината 407 m.

## История на проучванията
Пропастите номер 9 и 11 са открити и картирани през 1969 година, когато е проведена първата експедиция в циркуса. Тогава са отделни обекти. По-късно пещерняци от СПК „Академик“ я проучват и картират до дълбочина 60 m (1977), като стигат до покрит с дебел слой лед участък. Вследствие на затопляне през следващите години в леда се отваря проход, през който е възможно проникване. Стига се до съединение с пропаст номер 11 и дълбочина 118 m (1981). При по-нататъшни експедиции проучванията продължават, направено е ново картиране (2002), а денивелацията ѝ, смятана от по-високо разположения вход, към 2009 година достига 225 m. През 2019 година е премината 400-метровата денивелация.

## Фауна
Фауната на пещерата е бедна. Проучвана е от Петър Берон и Боян Петров през 2003 година, намерени са колемболи.